# Cerro El Morrón
El Cerro El Morrón, también llamado Pico El Morrón, es un prominente pico de montaña ubicado entre los monumentales páramo de Agua Blanca y el Páramo El Banco de la Sierra La Culata en el Estado Mérida. A una altitud de 4.329 m s. n. m. el Cerro Morrón es una de las montaña más alta en Venezuela. 

## Ascenso
El primer refugio para excursionistas en dirección al pico El Morrón se encuentra en la región conocida como «Los Chorros» junto a Lagunas Verdes. Se llega a este punto por el Valle Muerto. El segundo refugio está en el propio campamento base desde el cual se alcanzan varias cumbres, incluyendo el Pico Pan de Sal, el monumental Pico Piedras Blancas y el Pico Agua Blanca.